# 바바라 타이슨
바버라 타이슨(Barbara Tyson, 1964년 10월 1일 ~ )은 캐나다의 배우이다.
배리에서 태어났다.

## 출연 작품

### 영화
- 하우 투 폴 인 러브 (2012년)
- 프레쉬맨 파더 (2010년)
- 트러스트 (2009년) - 프란시스 역
- 울프 캐년 (2009년) - 캐롤 역
- 배틀 인 시애틀 (2007년)
- 파이브 데이즈 투 미드나잇 (2004년)
- 케이 나인 3 (2002년)
- 캠퍼스 컨닝왕 (2002년)
- 트랩트 (2001, Trapped)
- 크리스마스 시크릿 (2000년)
- Ratz (2000)
- 뷰티풀 죠 (2000년)
- 파이널 데스티네이션 (2000년) - 바버라 브라우닝 역
- 레저렉션 (1999)
- 콜드 스쿼드 (1998년) - 에밀리 역
- 킬러 사운드 (1998년)
- 다니엘 스틸 - 추억 (1996년)
- 다니엘 스틸 - 축복의 조건 (1995년)
- 파이널 컷 (1995년)
- 어니스트 3 - 감옥에 가다 (1990년)
- 고독한 중년 (1983년)
- 쌍둥이 에디슨 (1982년)

### 텔레비전
- 에이리언 네이션 - TV 시리즈 (1990, Alien Nation)
- 제3의 눈 (1995-2001)